# Thompson-Plateau
Das Thompson-Plateau nimmt den südwestlichen Teil des Interior Plateaus in der kanadischen Provinz British Columbia ein. Das Plateau erstreckt sich in Nord-Süd-Richtung über bis zu 240 km und in Ost-West-Richtung über bis zu 140 km.
Die hügelige Hochfläche, dessen durchschnittliche Höhe zwischen 1200 m und 1650 m liegen, wird nach drei Seiten von Tälern begrenzt, nach Osten vom Okanagan Valley, nach Norden vom Tal des Thompson River und nach Westen vom Tal des Fraser River. Höchster Punkt ist, mit einer Höhe von 2247 m, der 40 km westsüdwestlich von Penticton im südlichen Bereich des Plateaus gelegene Apex Mountain. Im Süden trennt das Tal des Similkameen River das Thompson-Plateau von der Okanagan Range als Teil des Kaskaden-Gebirges.